# Хишрау ГЭС
Хишрау ГЭС (Хишрауская ГЭС, ГЭС-2Б) — гидроэлектростанция в Узбекистане, в п. Хишрау, Самаркандская область. Расположена на канале Даргом, питаемом рекой Зеравшан. Входит в каскад Самаркандских ГЭС, являясь его крупнейшей станцией. Собственник Хишрау ГЭС — АО «Узбекгидроэнерго».

## Конструкция станции
Хишрау ГЭС является дервационной гидроэлектростанцией с безнапорной подводящей деривацией в виде канала, плотин в составе сооружений не имеет. Установленная мощность электростанции — 26,6 МВт, среднегодовая выработка электроэнергии — 139,6 млн кВт·ч. Сооружения станции включают в себя:
- Шлюз-регулятор, выполняющий функции головного сооружения, обеспечивающего забор воды в деривационный канал.
- Подводящий деривационный канал;
- Холостой водосброс, состоящий из двухпролётного водоприёмника и быстротока;
- Водоприёмник;
- Трёхниточный турбинный водовод;
- Здание ГЭС;
- Отводящий канал.

В здании ГЭС установлены три вертикальных гидроагрегата. Электроэнергия выдаётся в энергосистему через открытое распределительное устройство (ОРУ) напряжением 35 кВ.

## История
Первый проект Хишрау ГЭС был подготовлен в 1940 году, в 1941 году для возведения станции была создана организация «Хишраусредазгидрострой», станция должна была иметь мощность 13,4 МВт. Но начало Великой Отечественной войны заставило отложить возведение Хишрау ГЭС в пользу меньшей по мощности, но более простой по конструкции Талигулянской ГЭС (ГЭС-1Б). В 1947 году проект станции был переработан, но начатое строительство было остановлено в 1948 году. В 1952 году строительство было возобновлено по вновь скорректированному проекту. Первые два гидроагрегата были пущены в 1956 году, третий — в 1958 году. Мощность ГЭС после завершения строительства составляла 22 МВт при проектной мощности 22,8 МВт, позднее мощность станции снизилась до 18,83 МВт (2×6,4 МВт, 1×6,3 МВт). В здании ГЭС были установлены три вертикальных гидроагрегата, оборудованных радиально-осевыми турбинами, работающими на расчётном напоре 39,7 м. Два гидроагрегата имеют мощность 7,7 МВт, оборудованы турбинами с диаметром рабочего колеса 1,982 м. Турбины изготовлены фирмой S.Morgan Smith Co., генераторы — фирмой Westinghouse Electric. Ещё один гидроагрегат имел мощность 7 МВт, был оборудован турбиной с диаметром рабочего колеса 1,95 м производства завода «Уралгидромаш» и гидрогенератором ВГС 375/69-24 производства завода «Уралэлектроаппарат». Гидроагрегаты выдавали электроэнергию на напряжении 6,3 кВ на силовые трансформаторы, два из которых имеют мощность по 15 МВА и один — 10 МВА.
В 2021—2023 годах станция была модернизирована с заменой оборудования и увеличением мощности. В апреле 2019 года было утверждено технико-экономическое обоснование проекта модернизации станции, проект реализован за счёт кредита Эксимбанка Китая, а также собственных средств «Узбекгидроэнерго». Общая стоимость проекта оценивается в $21,7 млн.